# 七角叶芋兰
七角叶芋兰（学名：Nervilia mackinnonii）是兰科芋兰属的植物。分布在印度以及中国大陆的云南、贵州等地，生长于海拔900米至1,000米的地区，多生长在林下，目前尚未由人工引种栽培。